# 北浦実千枝
北浦 実千枝（きたうら みちえ、1985年1月24日 - ）は、日本の女優。
大阪府出身。身長152cm。体重40kg。血液型A型。特技はダンス、歌、ピアノ。
砂岡事務所務所に所属していた。元SPLASH。

## 出演

### 映画
- 盲目的崇拝（1999年、インターネットムービー）アネモネ 役
- ジュブナイル（2000年）少女 役

### テレビドラマ
- 美少女H3少女たちの異常体験（1998年、フジテレビ）神尾妙子 役
- TEAM（1999年、フジテレビ）女子高生 役
- SPACE ANGEL 2001円宇宙の旅（2000年、日本テレビ）ミカ 役
- 仮面ライダー剣 第29話・第30話（2004年、テレビ朝日）未知 役

### テレビアニメ
- 涼風（2005年、テレビ東京）白川奈々 役
- GUNSLINGER GIRL -IL TEATRINO- 第10話（2008年）
- 侵略!イカ娘 第5話（2010年、テレビ東京）担任 役

### CM
- カシオ スーパーピッキートーク（1998年）
- NTTドコモ九州 ポケットベル 定額プラン（1999年）
- ベネッセコーポレーション
- クオーク（2001年）
- 森永乳業 カルダス（2001年）
- 江崎グリコ ショコラプリッツ（2002年）
- 永谷園 お茶漬け娘募集（2002年）
- ポケメロJ-site（2003年）

### 舞台
- ぷち
- 乞食と貴婦人（2005年）
- スクールランブル〜お猿さんだよ、播磨くん!〜（2005年）烏丸大路 役
- ミュージカル星の王子さま（2007年） - 王子さま 役

## CDシングル
- Memory&Melody
- ×××（Kiss Kiss Kiss）